# 20 mai 1978
Le samedi 20 mai 1978 est le 140e jour de l'année 1978.

## Naissances
- Éric Anselme, joueur de rugby à XIII
- Arsen Mirzoyan, chanteur compositeur ukrainien
- Chrístos Baníkas, grand maître grec du jeu d’échecs
- Guerlain Chicherit, pilote automobile et skieur freeride français
- Laurent Nunez, écrivain, romancier, poète et essayiste français
- Martin Lopez, musicien suédois
- Mike Flanagan, cinéaste américain
- Nils Schumann, athlète allemand
- Pavla Hamáčková-Rybová, athlète tchèque, pratiquant le saut à la perche
- Ruben Boumtje-Boumtje, joueur de basket-ball camerounais
- Schea Cotton, joueur de basket-ball américain
- Svetlana Cherkasova, athlète russe spécialiste du demi-fond
- Wilson Valdéz, joueur dominicain de baseball

## Décès
- Bjarne Brustad (né le 4 mars 1895), compositeur norvégien
- Dick Been (né le 28 décembre 1914), footballeur néerlandais

## Événements
- Attentat à Orly
- Sortie du film japonais L'Empire de la passion
- Sortie du film suédois Les Folles Aventures de Picasso
- Chiang Ching-kuo, fils de Tchang Kaï-chek, devient président de Taïwan.